# Sueño de una Tarde Dominical en la Alameda Central

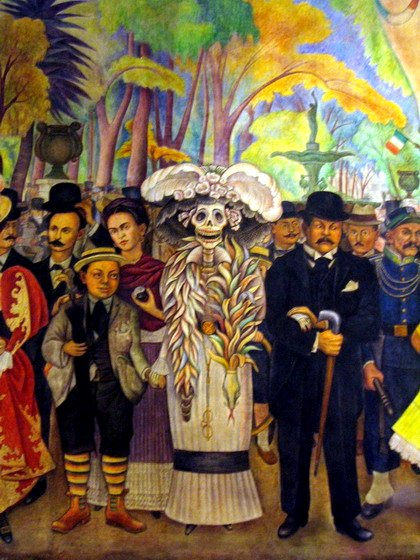
Détail du centre de la peinture. Diego Rivera s'y est représenté sous les traits d'un enfant, devant Frida Kahlo et à côté de la Catrina, en boa et chapeau à plumes, et du graveur José Guadalupe Posada.

Sueño de una tarde dominical en la Alameda Central (littéralement : « Rêve d'un après-midi dominical dans l'Alameda Central ») est une peinture murale de Diego Rivera créée entre 1947 et 1948. C'est la principale œuvre exposée de façon permanente au Museo Mural Diego Rivera (es).

## Historique
La peinture murale fut réalisée à l'initiative de l’architecte Carlos Obregón Santacilia. Elle était située à l'origine dans le restaurant Versailles de l'Hotel del Prado qui fut gravement endommagé par le tremblement de terre de 1985. Après la démolition du bâtiment, elle fut restaurée et déplacée en 1986 dans le Museo Mural Diego Rivera.

## Description
Longue de 15 m et haute de 4,8 m, la peinture présente de nombreux personnages de l'histoire du Mexique qui se promènent un dimanche en fin d'après-midi dans le parc d'Alameda Central, dans le centre historique de Mexico.
On y voit notamment Francisco I. Madero, Benito Juárez, Sor Juana Inés de la Cruz, Porfirio Díaz, Agustín de Iturbide, Ignacio Manuel Altamirano, Maximilien Ier du Mexique, Juan de Zumárraga, Antonio López de Santa Anna, Winfield Scott, Victoriano Huerta et Hernán Cortés. La silhouette squelettique de la Calavera Catrina se trouve au centre de la peinture, avec à son cou un boa qui a la forme d'un serpent à plumes. À sa gauche, l'épouse de Rivera, Frida Kahlo, pose la main droite sur l'épaule de son époux enfant. Dans l'autre main elle tient le symbole du Yin et du Yang.

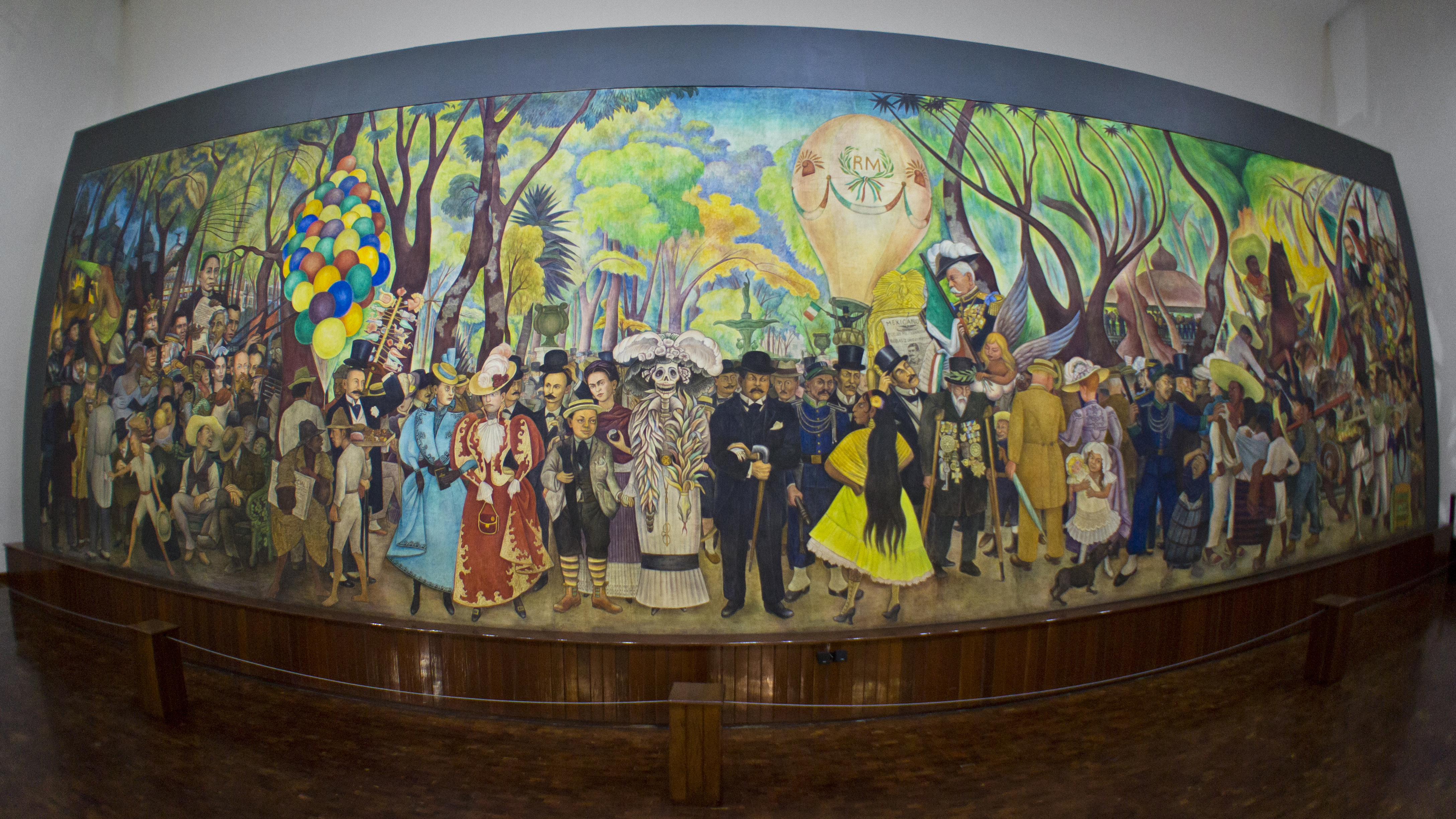